# Самсонов, Николай Васильевич
Николай Васильевич Самсонов (1878—1921) — российский философ-неокантианец, последователь Т. Липпса, переводчик; профессор кафедры философии историко-филологического факультета Московского университета (1919—1921?).

## Биография
В 1907—1909 годы был доцентом Московского университета.
В 1910-е годы перевёл с греческого все 54 трактата Плотина и написал к ним комментарии, однако эти переводы не были опубликованы.
Преподавал на Московских Высших Женских Курсах В. И. Герье и в университете Шанявского.
Жена — Инна Григорьевна Самсонова

## Переводы
- Введение в эстетику: методы эстетики, прекрасное в природе и искусстве, импрессионизм и догматизм / Шарль Лало (1877—1953)[6]; единств. разреш. пер. с фр. С. Гельфгата; под ред. и с предисл. прив.-доц. Н. В. Самсонова. — М.: Труд, 1915. — 254 c.

## Сочинения
- Фихте, Избранные сочинения.
- Нечаев, Теизм как проблема разума
- ГМ. Челпанову. Статьи по философии
- Введение в эстетику (М., 1910);
- История эстетических учений. Ч. 1-3 (М., 1912—1913)[7];
- Психология воли (Сергиев Посад, 1922)